# Corée du Sud aux Jeux olympiques d'hiver de 1960
Cet article contient des informations sur la participation et les résultats de la Corée du Sud (ou République de Corée) aux Jeux olympiques d'hiver de 1960, qui ont eu lieu à Squaw Valley aux États-Unis. 

## Résultats

### Patinage de vitesse
| Épreuve  | Athlète        | Course        | Course |
| Épreuve  | Athlète        | Temps         | Rang   |
| -------- | -------------- | ------------- | ------ |
| 500 m    | Chang Young    | 50 s 0        | 44     |
| 1 500 m  | Chang Young    | 2 min 25 s 3  | 41     |
| 1 500 m  | Choi Young-Bai | 2 min 26 s 7  | 42     |
| 1 500 m  | Chang Rin-Won  | 2 min 30 s 7  | 44     |
| 5 000 m  | Choi Young-Bai | 8 min 57 s 8  | 34     |
| 5 000 m  | Chang Rin-Won  | 9 min 01 s 6  | 35     |
| 10 000 m | Chang Rin-Won  | 17 min 45 s 7 | 26     |
| 10 000 m | Choi Young-Bai | 18 min 15 s 5 | 28     |

| Épreuve | Athlète       | Course           | Course |
| Épreuve | Athlète       | Temps            | Rang   |
| ------- | ------------- | ---------------- | ------ |
| 500 m   | Kim Kyung-Hoy | 53 s 2           | 21     |
| 500 m   | Han Hye-Ja    | 53 s 8           | 22     |
| 1 000 m | Kim Kyung-Hoy | N'a pas terminée | –      |
| 1 000 m | Han Hye-Ja    | 1 min 48 s 8     | 20     |
| 1 500 m | Kim Kyung-Hoy | 2 min 48 s 6     | 21     |
| 1 500 m | Han Hye-Ja    | 2 min 55 s 6     | 23     |
| 3 000 m | Kim Kyung-Hoy | 6 min 08 s 2     | 20     |

### Ski alpin

#### Hommes
| Athlète        | Épreuve      | Manche 1     | Manche 1 | Manche 2     | Manche 2 | Total        | Total |
| Athlète        | Épreuve      | Temps        | Rang     | Temps        | Rang     | Temps        | Rang  |
| -------------- | ------------ | ------------ | -------- | ------------ | -------- | ------------ | ----- |
| Yim Kyung-Soon | Descente     |              |          |              |          | 3 min 34 s 4 | 61    |
| Yim Kyung-Soon | Slalom géant |              |          |              |          | Disqualifié  | –     |
| Yim Kyung-Soon | Slalom       | 2 min 20 s 9 | 54       | 2 min 35 s 2 | 40       | 4 min 56 s 1 | 40    |

### Ski de fond

#### Hommes
| Athlète     | Épreuve | Course            | Course |
| Athlète     | Épreuve | Total             | Rang   |
| ----------- | ------- | ----------------- | ------ |
| Kim Ha-Yoon | 15 km   | 1 h 15 min 26 s 5 | 54     |
| Kim Ha-Yoon | 30 km   | 2 h 48 min 37 s 2 | 45     |